# Fontaine de Paradis
La fontaine de Paradis (également fontaine de Chaume ou fontaine de Soubise) est une ancienne fontaine du 3e arrondissement de Paris, en France.

## Localisation
La fontaine de Paradis est située à l'intersection de la rue des Archives et de la rue des Francs-Bourgeois dans le 3e arrondissement de Paris. Elle occupe un pan de mur en arc de cercle sur l'ancien hôtel de Soubise, actuel site des Archives nationales.

## Description
La fontaine n'est plus fonctionnelle : l'édicule construit en 1710 existe toujours, mais il n'en reste que la plaque, le fronton et la coiffe de l'édifice.
Au-dessous de la corniche, l'inscription suivante est gravée sur la table : « Anno MDCCVI. Ut daret hunc populo fontem certabat uterque : Subisius posuit moenia, praetor aquas », c'est-à-dire « Année 1706. Soubise et le prêteur se sont empressés à l'envi de donner cette fontaine au public. Le premier a fait construire l'édifice, l'autre y a conduit les eaux.[style à revoir] »

## Historique
En 1628, une première fontaine est construite à cet emplacement par Augustin Guillain. Elle est alors enclavée dans le mur de l'ancien hôtel de Guise et alimentée par les sources de Belleville. Elle porte alors le nom de « fontaine de Chaume » ou « de Paradis ». Les eaux fournies sont cependant jugées impropres à la consommation et la ville de Paris arrête son approvisionnement. Elle gêne également la circulation dans l'étroite rue de Paradis.
En 1700, l'hôtel de Guise est vendu à François de Rohan-Soubise. Quittant la place Royale (actuelle place des Vosges), il décide avec son épouse Anne de Rohan-Chabot de transformer l'édifice en un somptueux hôtel particulier. Pierre-Alexis Delamair est désigné comme architecte et la construction débute en 1704. En avril 1705, un arrêt du Conseil du roi autorise François de Rohan-Soubise à remplacer la fontaine publique à l'angle des rues du Chaume (actuelle rue des Francs-Bourgeois) et de Paradis (actuelle rue des Archives), qui tombe en ruine, par un simple regard. Le prince de Soubise décide dans le même temps d'élargir les voies de circulation et d'aménager une demi-lune devant son entrée. La nouvelle fontaine de Soubise, transformée en regard, est alors alimentée par les eaux de la pompe Notre-Dame et de Chaillot.
À la Révolution française, l'hôtel de Soubise devient propriété de l'État. Il abrite les Archives nationales depuis 1808.
En 1959, l'arrivée d'eau est supprimée. Une porte est creusée à sa place afin de conduire à la boutique des Archives nationales.

## Galerie

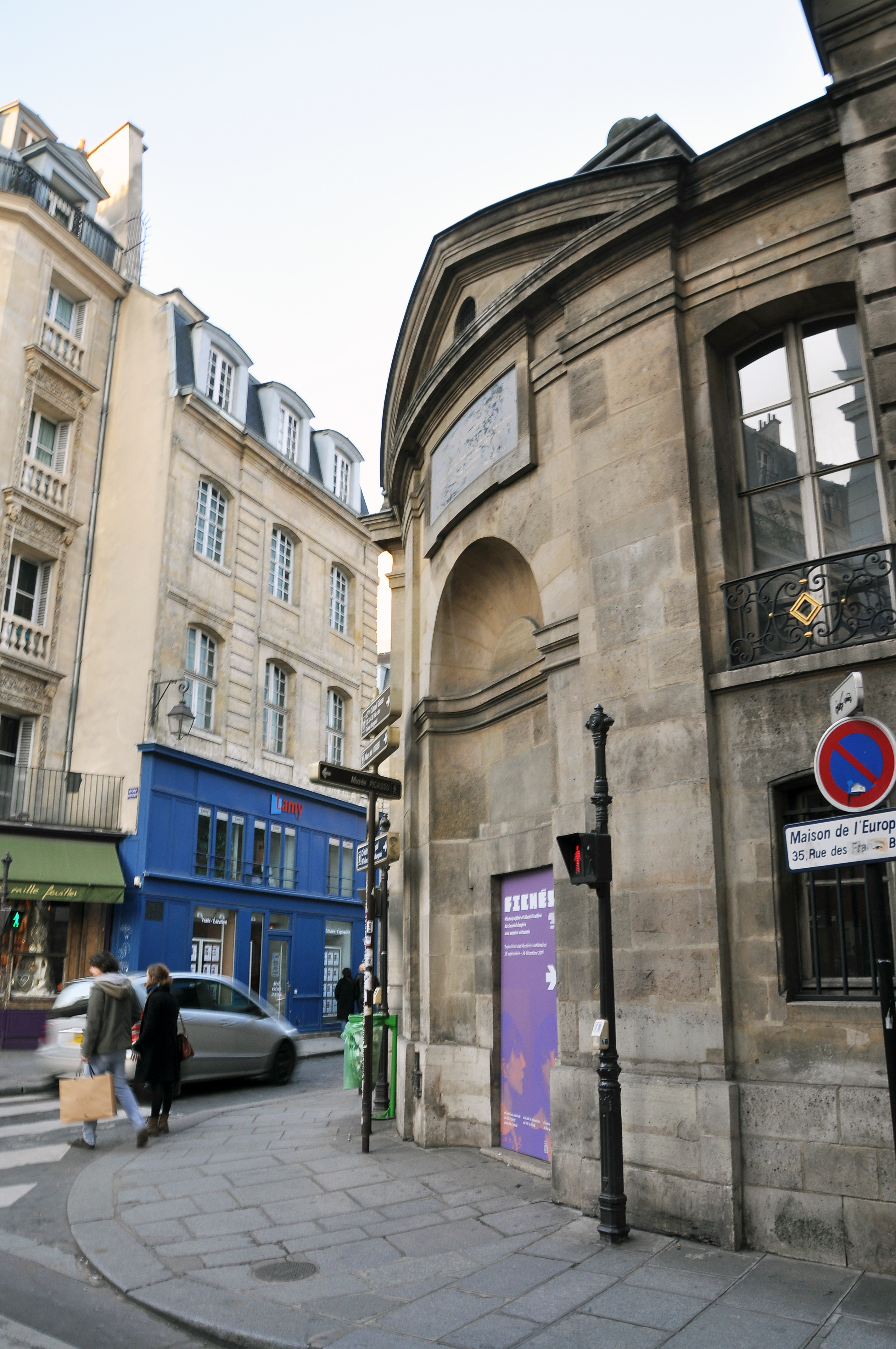
Vue d'ensemble.
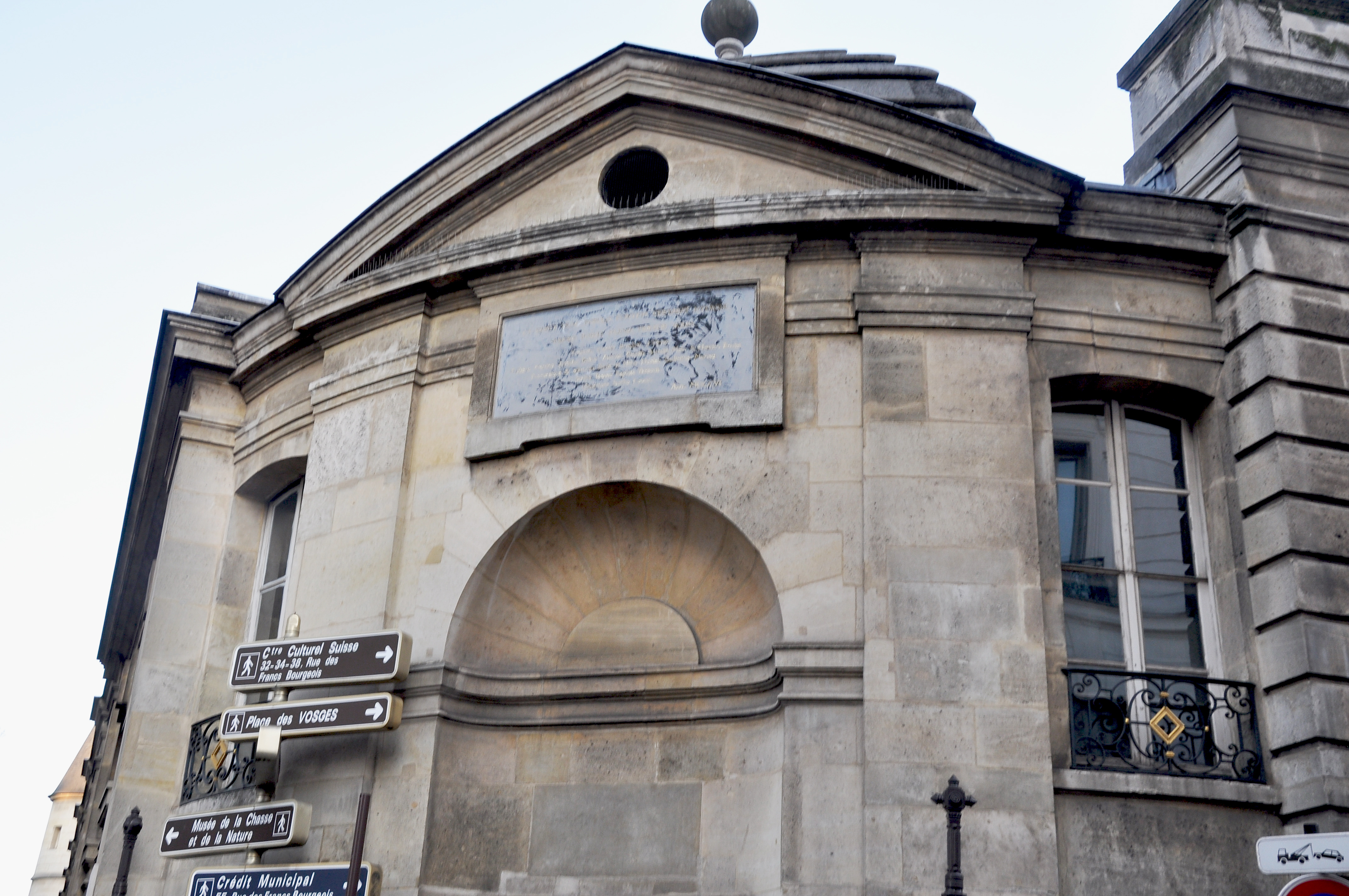
Détail du fronton.